# العلاقات الفرنسية الكرواتية
العلاقات الفرنسية الكرواتية هي العلاقات الثنائية التي تجمع بين فرنسا وكرواتيا.

## مقارنة بين البلدين
هذه مقارنة عامة ومرجعية للدولتين:
| وجه المقارنة                                              | فرنسا                                                    | كرواتيا                                                  |
| --------------------------------------------------------- | -------------------------------------------------------- | -------------------------------------------------------- |
| المساحة (كم2)                                             | 643.80 ألف                                               | 56.59 ألف                                                |
| عدد السكان (نسمة)                                         | 67.12 مليون                                              | 4.11 مليون                                               |
| الكثافة السكانية (ن./كم²)                                 | 104.26                                                   | 72.63                                                    |
| العاصمة                                                   | باريس                                                    | زغرب                                                     |
| اللغة الرسمية                                             | لغة فرنسية                                               | اللغة الكرواتية                                          |
| العملة                                                    | يورو، فرنك س ف ب، فرنك فرنسي، Livre tournois ‏            | كونا كرواتية                                             |
| الناتج المحلي الإجمالي (بليون دولار)                      | 2.58 تريليون                                             | 54.85 مليار                                              |
| الناتج المحلي الإجمالي (تعادل القوة الشرائية) بليون دولار | 2.87 تريليون                                             | 94.64 مليار                                              |
| الناتج المحلي الإجمالي الاسمي للفرد دولار أمريكي          | 36.20 ألف                                                | 11.54 ألف                                                |
| الناتج المحلي الإجمالي للفرد دولار أمريكي                 | 39.33 ألف                                                | 21.64 ألف                                                |
| مؤشر التنمية البشرية                                      | 0.888                                                    | 0.818                                                    |
| رمز المكالمات الدولي                                      | +33                                                      | +385                                                     |
| رمز الإنترنت                                              | .fr، .bzh ‏، .tf، .re، .wf، .yt، .pm، .paris              | .hr                                                      |
| المنطقة الزمنية                                           | أوروبا/باريس ‏، توقيت وسط أوروبا، توقيت وسط أوروبا الصيفي | توقيت وسط أوروبا، ت ع م+01:00، ت ع م+02:00، أوروبا/زغرب ‏ |

## مدن متوأمة
في ما يلي قائمة باتفاقيات التوأمة بين مدن فرنسية وكرواتية:
- ترتبط أوكسار مع فاراجدين باتفاقية توأمة.
- ترتبط Sorbiers, Loire [الإنجليزية]‏ مع سينج (مدينة) باتفاقية توأمة.
- ترتبط أكس سور فيين مع Malinska-Dubašnica [الإنجليزية]‏ باتفاقية توأمة منذ 22 مايو 2010.
- ترتبط فيلفرانش دي روجر مع بولا باتفاقية توأمة منذ 6 مايو 2008.
- ترتبط رومان سور ديزير مع زادار باتفاقية توأمة منذ 1971.
- ترتبط روي-مالميزون مع دوبروفنيك باتفاقية توأمة منذ 28 يونيو 2007.
- ترتبط فوارون مع شيبينيك باتفاقية توأمة.

## منظمات دولية مشتركة
يشترك البلدان في عضوية مجموعة من المنظمات الدولية، منها:
| علم المنظمة | اسم المنظمة                               | تاريخ انضمام فرنسا | تاريخ انضمام كرواتيا |
| ----------- | ----------------------------------------- | ------------------ | -------------------- |
|             | الاتحاد الأوروبي                          | 25 مارس 1957       | 1 يوليو 2013         |
|             | وكالة ضمان الاستثمار متعدد الأطراف        | 28 ديسمبر 1989     | 19 مارس 1993         |
|             | الأمم المتحدة                             | 24 أكتوبر 1945     | 22 مايو 1992         |
|             | الفريق المعني برصد الأرض                  | ?                  | ?                    |
|             | مركز تنسيق الحركة في أوروبا ‏              | ?                  | ?                    |
|             | منظمة حظر الأسلحة الكيميائية              | ?                  | ?                    |
|             | منظمة التجارة العالمية                    | 1995               | ?                    |
|             | منظمة الشرطة الجنائية الدولية             | ?                  | ?                    |
|             | منظمة الأمن والتعاون في أوروبا            | 25 يونيو 1973      | 24 مارس 1992         |
|             | مؤسسة التنمية الدولية                     | 30 ديسمبر 1960     | 25 فبراير 1993       |
|             | حلف شمال الأطلسي                          | 4 أبريل 1949       | 1 أبريل 2009         |
|             | يونسكو                                    | 4 نوفمبر 1946      | 1 يونيو 1992         |
|             | مجلس أوروبا                               | 5 مايو 1949        | ?                    |
|             | الاتحاد البريدي العالمي                   | ?                  | ?                    |
|             | البنك الدولي للإنشاء والتعمير             | 27 ديسمبر 1945     | 25 فبراير 1993       |
|             | اتفاقية السماوات المفتوحة                 | ?                  | ?                    |
|             | المنظمة الهيدروغرافية الدولية             | ?                  | ?                    |
|             | الاتحاد الدولي للاتصالات                  | 1866               | 3 يونيو 1992         |
|             | مؤسسة التمويل الدولية                     | 20 يوليو 1956      | 25 فبراير 1993       |
|             | المنظمة الأوروبية لسلامة الملاحة الجوية   | 1960               | 1997                 |
|             | المركز الدولي لتسوية المنازعات الاستشارية | 20 سبتمبر 1967     | 22 أكتوبر 1998       |
|             | مجموعة أستراليا                           | 1985               | 2007                 |
|             | مجموعة الموردين النوويين                  | ?                  | ?                    |

## وصلات خارجية
- موقع وزارة الخارجية الفرنسية
- موقع وزارة الخارجية الكرواتية